# Pfiffelbach
Pfiffelbach este o comună din landul Turingia, Germania.